# Cufré (Uruguay)
Cufré ist eine Ortschaft im Süden Uruguays.

## Geographie
Sie befindet sich im östlichen Teil des Departamento Colonia in dessen Sektor 5 in der Cuchilla Cufré. Die nordwestlich des Arroyo Cufré gelegene Stadt grenzt dabei unmittelbar an das Nachbardepartamento San José. In einigen Kilometern Entfernung liegt im Südwesten die Stadt Nueva Helvecia. Südöstlich von Cufré erstreckt sich linksseitig des Arroyo Cufré die Cuchilla Pavón.

## Geschichte
Den Status „Pueblo“ bekam Cufré am 24. Juli 1929 durch das Gesetz Nr. 8.448 verliehen. Zuvor war Cufré Hauptort der Sección Judical Puntas del Rosario.

## Infrastruktur
Cufré liegt an der Eisenbahnlinie Montevideo–Colonia am Streckenkilometer 119. Der Ort verfügt über eine Schule und einen Fußballplatz. Zudem befinden sich im Ort zwei Sakralbauten und eine Postagentur. Cufré ist an die Wasserversorgung, Abfallentsorgung und das Elektrizitäts- sowie Telefonnetz angeschlossen, auch die poliklinische Versorgung vor Ort ist gewährleistet.

## Einwohner
Im Jahr 2011 betrug die Einwohnerzahl des Ortes 353, davon 172 männliche und 181 weibliche.
| Jahr | Einwohner |
| ---- | --------- |
| 1908 | 2.008     |
| 1963 | 490       |
| 1975 | 429       |
| 1985 | 402       |
| 1996 | 314       |
| 2004 | 405       |
| 2011 | 353       |

Quelle: